# Päpstliche Orden und Ehrenzeichen

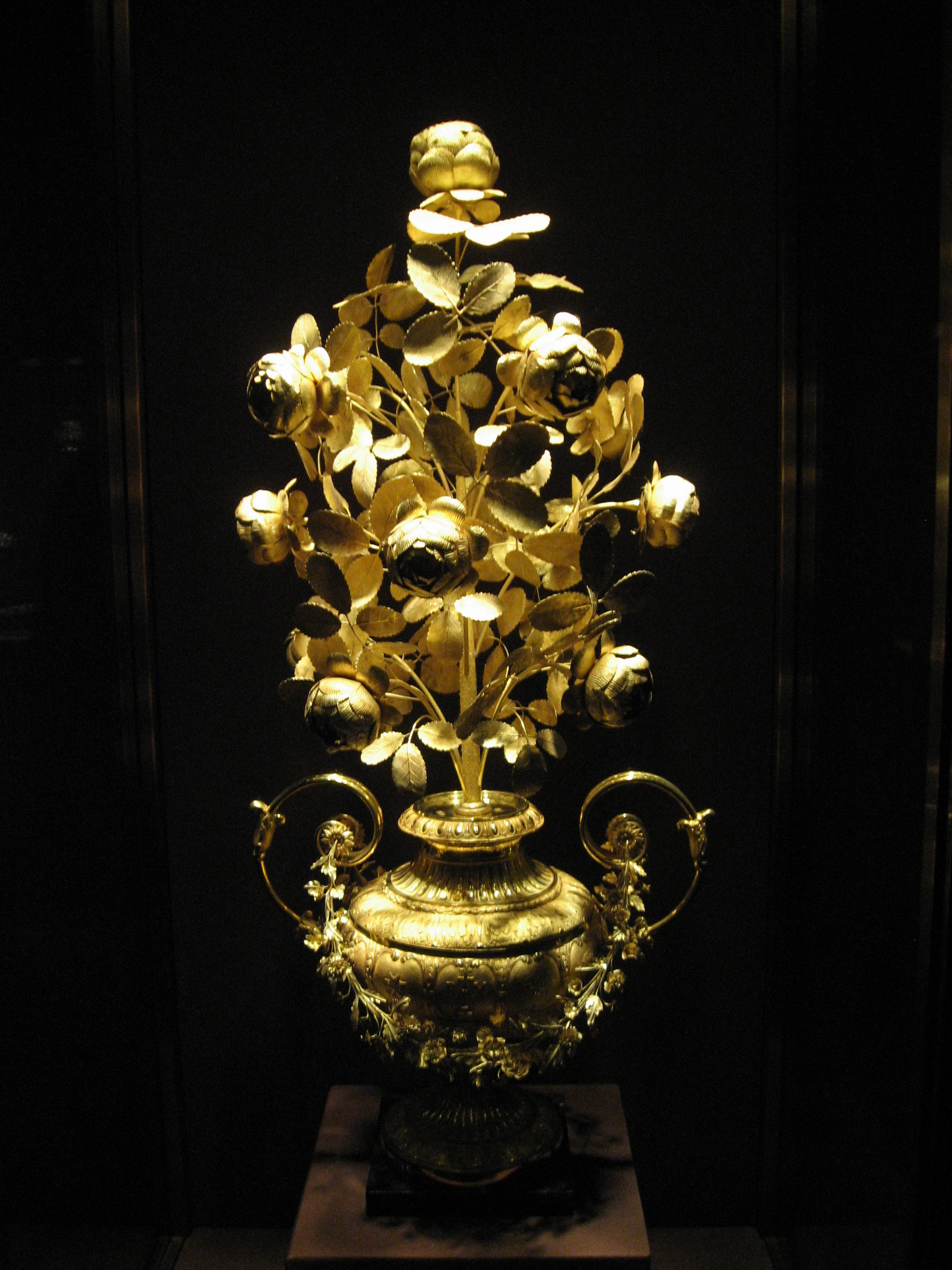
Goldene Rose (1818/19)

Diese Liste gibt einen Überblick über die Orden und Ehrenzeichen des Heiligen Stuhls. Sie beziehen sich zum Teil auf Verdienste um den Glauben und die päpstliche Autorität in der Weltkirche, zum Teil auf Verdienste um den 1870 aufgelösten Kirchenstaat.

## Orden
Bei den Ritterorden handelte es sich zunächst um Ordensgemeinschaften zur Unterstützung von Pilgerreisen ins Heilige Land, welche die Anerkennung der römischen Kurie genossen. Zurzeit genießt nur ein kleiner Teil der historischen Ritterorden die Anerkennung der Kurie. Darüber hinaus existieren zeitgenössische Orden mit ähnlich klingenden Bezeichnungen, die nicht von der katholischen Kirche anerkannt werden.

### Ritterorden
Lediglich der Christusorden, der Orden vom Goldenen Sporn, der Piusorden, der Gregoriusorden und der Silvesterorden gehören zu den Ritterorden des Heiligen Stuhls. Sie sind im eigentlichen Sinn keine geistlichen Ritterorden, sondern vom Heiligen Stuhl verliehene Auszeichnungs- und Verdienstorden und hierarchisch gestaffelt.
| Bandschnalle | Name                     | Stiftung  | Klassen      | Anmerkung            |
| ------------ | ------------------------ | --------- | ------------ | -------------------- |
|              | Christusorden            | 1319/1905 | eine Klasse  | nicht mehr verliehen |
|              | Orden vom Goldenen Sporn | 1539/1905 | eine Klasse  | nicht mehr verliehen |
|              | Piusorden                | 1847      | fünf Klassen | wird verliehen       |
|              | Gregoriusorden           | 1831      | vier Klassen | wird verliehen       |
|              | Silvesterorden           | 1841      | vier Klassen | wird verliehen       |

### Anerkannte Ritterorden der katholischen Kirche
Der Ritterorden vom Heiligen Grab zu Jerusalem und der Malteserorden sind heute die einzigen vom Heiligen Stuhl anerkannten Ritterorden. Diese vergeben eigene Ehrenzeichen, die nicht mit den Insignien der Orden identisch sind: Der Souveräne Malteserorden verleiht etwa den Verdienstorden Pro Merito Melitensi. Darüber hinaus vergeben auch die Ableger – wie z. B. der Malteser Hilfsdienst – eigene, organisationsinterne Ehrenzeichen.
Der Deutsche Orden ist seit der Zwischenkriegszeit kein Ritterorden mehr, sondern ein geistlicher Orden nach kanonischem Recht.

### Erloschene Ritterorden
In der Vergangenheit bestanden neben den noch existierenden päpstlichen bzw. vom Papst anerkannten Ritterorden noch weitere. Diese wurden aufgelöst und gelten als erloschen. Zu jenen gehören unter anderem der Orden des heiligen Peter (1510), der Orden des heiligen Paul (1540) und der Orden des heiligen Johann von Lateran (1560) sowie der Orden des Mohren (1806–1870) und der Orden der heiligen Cäcilia (1847–1870).

## Ehrenzeichen

### Ehrenzeichen
Das Verdienstkreuz Pro Ecclesia et Pontifice und die Verdienstmedaille Benemerenti sind päpstliche Ehrenzeichen.
| Bandschnalle | Name                      | Stiftungsdatum | Klassen     | Anmerkung                           |
| ------------ | ------------------------- | -------------- | ----------- | ----------------------------------- |
| [ A 1 ]      | Pro Ecclesia et Pontifice | 17. Juli 1888  | eine Klasse | Reduktion auf eine Klasse seit 1908 |
| [ A 2 ]      | Benemerenti               | 1818           | eine Klasse | Permanente Auszeichnung seit 1891   |

### Ehrenzeichen mit päpstlicher Vollmacht oder besonderer Genehmigung
Von den Ehrenzeichen, die päpstliche Vollmacht oder besondere Genehmigung besaßen, wird lediglich noch das Jerusalem-Pilgerkreuz verliehen. Das Lorettokreuz und das Laterankreuz werden nicht mehr vergeben.
| Bandschnalle  | Name                  | Vergabezeitraum                                   | Klassen      | Anmerkung                                             |
| ------------- | --------------------- | ------------------------------------------------- | ------------ | ----------------------------------------------------- |
| [ 7 ] [ A 3 ] | Lorettokreuz          | 26. November 1888 -ca. Mitte des 20. Jahrhunderts | drei Klassen | verliehen von der Kongregation von Loreto             |
| [ 5 ]         | Jerusalem-Pilgerkreuz | 2. Mai 1901-heute                                 | drei Klassen | verliehen vom Kustos der Kustodie des Heiligen Landes |
| [ 6 ]         | Laterankreuz          | 18. Februar 1903 -1977                            | drei Klassen | verliehen vom Kapitel der Lateranbasilika             |

### Anlassbezogene Verdienstauszeichnungen
Neben den allgemeinen Ehrenzeichen, existiert eine Vielzahl anlassbezogener Verdienstauszeichnungen, wie etwa zur Ehrung von besonderer Mitwirkung bei der Durchführung Heiliger Jahre oder der Unterstützung des Papsttums in Krisenzeiten. Diese Auszeichnungen wurden meist als Medaillen und als Kreuze – manchmal beides in mehreren Stufen – verliehen, um unterschiedliche Grade des Verdienstes zu würdigen.
| Bandschnalle   | Name | Stiftungsdatum    | Klassen                                    |
| -------------- | --- | ----------------- | ------------------------------------------ |
|                | Feuerwehr-Medaille (auch: Medaille für die Wachen)                                                           | 12. Juni 1836     | eine Klasse                                |
| [ 12 ]         | Verdienstmedaille für die Unterstützung der Cholerakranken                                                   | 1837              | eine Klasse (Silber)                       |
| [ 12 ]         | Verdienstzeichen für die Bildner des ertrurischen Museums im Vatikan                                         | 1838              | eine Klasse (Gold)                         |
| [ 14 ]         | Medaille Fidelitati                                                                                          | 1850              | drei oder vier Klassen                     |
| [ 16 ]         | Verdienstmedaille anlässlich des Heiligen Jahres 1900                                                        | 1901              | drei Klassen                               |
| [ 11 ]         | Verdienste um die Durchführung des Heiligen Jahres 1925                                                      | 1925              | Kreuz: vier Klassen Medaille: eine Klasse  |
| [ 19 ]         | Benemerenti-Medaille für Verdienste um die Durchführung der Missions-Ausstellung im Vatikan im Jahre 1925    | 10. Januar 1926   | eine Klasse                                |
| [ 21 ]         | Medaille für Verdienste um die Durchführung der Feierlichkeiten zum Goldenen Priesterjubiläum Papst Pius XI. | Mai 1930          | vier Klassen                               |
| [ 23 ] [ A 4 ] | Verdienste um das Außerordentliche Heilige Jahr der Erlösung                                                 | 1933              | Kreuz: vier Klassen Medaille: drei Klassen |
| [ 24 ]         | Verdienstmedaille für außerordentliche Dienste der päpstlichen Palatingarde 1943/1944                        | 1944              | eine Klasse                                |
| [ 25 ]         | Verdienste um die Durchführung des Heiligen Jahres 1950                                                      | 24. Dezember 1951 | Kreuz: drei Klassen Medaille: drei Klassen |
|                | Verdienstmedaille für die Durchführung des 1. Marianischen Jahres                                            | 1954              | drei Klassen                               |
| [ 19 ]         | Medaille für Verdienste um die Durchführung des Zweiten Vatikanischen Konzils                                | 1963              | Medaille: drei Klassen                     |
| [ 19 ]         | Verdienste um die Durchführung des Heiligen Jahres 1975                                                      | 1975              | Medaille: zwei Klassen                     |
| [ 26 ]         | Verdienste um das Außerordentliche Heilige Jahr der Erlösung                                                 | 1983              | Medaille: zwei Klassen                     |

### Militärische Auszeichnungen
Die päpstlichen Orden wurden für militärische Erfolge verliehen; meist jedoch nur an die Kommandeure und höheres Führungspersonal. Die Auszeichnung Benemerenti wurde in der Regel unterhalb dieser Personengruppe vergeben. Darüber hinaus existieren weitere, die anlässlich militärischer Auseinandersetzungen, in die der Kirchenstaat bzw. das Papsttum involviert waren, verliehen wurden.
| Bandschnalle | Name                                    | Stiftung          | Anmerkung                                             |
| ------------ | --------------------------------------- | ----------------- | ----------------------------------------------------- |
| [ 27 ]       | Latronibus Fugatis Securitas Restituta  | 1816              | auch: Medaille Vertreibung des räuberischen Gesindels |
| [ 29 ]       | Medaille für die Bürgergarde            | 1840              |                                                       |
| [ 30 ]       | Erinnerungsmedaille an den Feldzug 1849 | 1849              | auch: Medaglia dell'assedio di Roma                   |
| [ 31 ]       | Castelfidardo-Medaille                  | 12. November 1860 | auch: Pro Petri Sede                                  |
| [ 11 ]       | Mentana-Kreuz                           | 14. November 1867 | auch: Crux Fidei et Virtuti                           |

Für das Militär des Kirchenstaates wurden ebenfalls Dienstzeitauszeichnungen für lange Zugehörigkeit geschaffen.
| Bandschnalle | Name                                                                   | Stiftung         | Anmerkung                                                      |
| ------------ | ---------------------------------------------------------------------- | ---------------- | -------------------------------------------------------------- |
| aufgenäht    | Dienstauszeichnung für die Freiwilligen der Päpstlichen Truppen        | 25. Februar 1822 | vier Klassen                                                   |
| [ 33 ]       | Dienstauszeichnung für die Freiwilligen der Päpstlichen Truppen        | 1860er           | Medaille: zwei Klassen                                         |
| [ 34 ]       | Dienstauszeichnung für die militärischen Einheiten des Heiligen Stuhls | 1940er           | Kreuz: zwei Klassen (Bronze für 20 Jahre; Silber für 30 Jahre) |

Die Medaillen für die Nobelgarde (1901), die Schweizer Garde (1906 und 2006) und für die päpstliche Gendarmerie (1916) sind anlässlich von Jubiläen kreiert worden und damit nicht im eigentlichen Sinne Verdienstauszeichnungen.

## Erinnerungsmedaillen
Neben Auszeichnungen für Verdienste existieren auch Medaillen, die lediglich der Erinnerung dienen. Zu diesen gehören neben den Heiligen Jahren auch Papstjubiläen oder das Zweite Vatikanische Konzil (1962–65).

## Goldene Rose und Papstschwert
Die Goldene Rose ist eine päpstliche Auszeichnung, die seit 1096 an eine Persönlichkeit, einen Staat, eine Stadt oder eine Organisation verliehen wird, die sich um die katholische Kirche besonders verdient gemacht hat. Seit Papst Paul VI. wurde die Auszeichnung nur noch an Wallfahrtsorte vergeben.
Das Papstschwert (eigentlich „Schwert und Hut“) wurde seit dem ausgehenden Mittelalter bis zum Beginn des 19. Jahrhunderts als eine päpstliche Auszeichnung für Verdienste um die katholische Kirche als „Verteidiger des Glaubens“ (Fidei defensor) verliehen.

## Römischer Graf
Bis zur Reform der Titulaturen und Ehrenränge durch Papst Paul VI. konnte sowohl an Laien als auch an Geistliche der Adelstitel eines Römischen Grafen verliehen werden.

## Ehrentitel
Neben den päpstlichen Orden und Ehrenzeichen gibt es eine Reihe von päpstlichen Ehrentiteln, die der Papst – meist auf Antrag eines Bischofs hin – als Auszeichnung an Geistliche verleiht. Dabei gibt es drei Stufen von Ehrentiteln mit unterschiedlichen Kleidungs- und Wappenrechten: Päpstlicher Ehrenkaplan, Päpstlicher Ehrenprälat sowie Apostolischer Protonotar.

## Galerie

### Orden und Ehrenzeichen

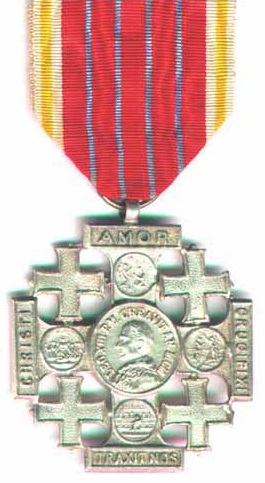
Jerusalem-Pilgerkreuz
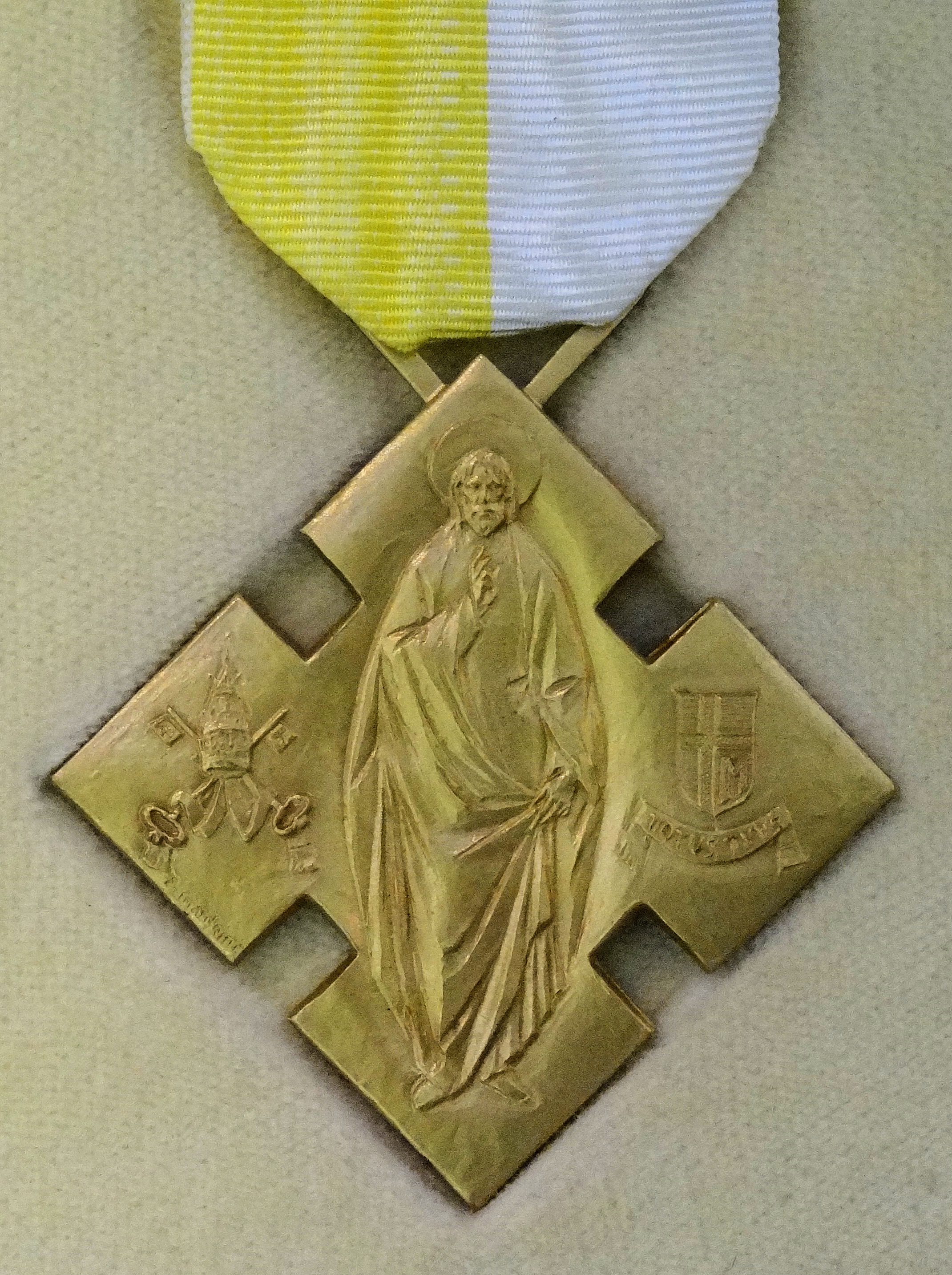
Benemerenti
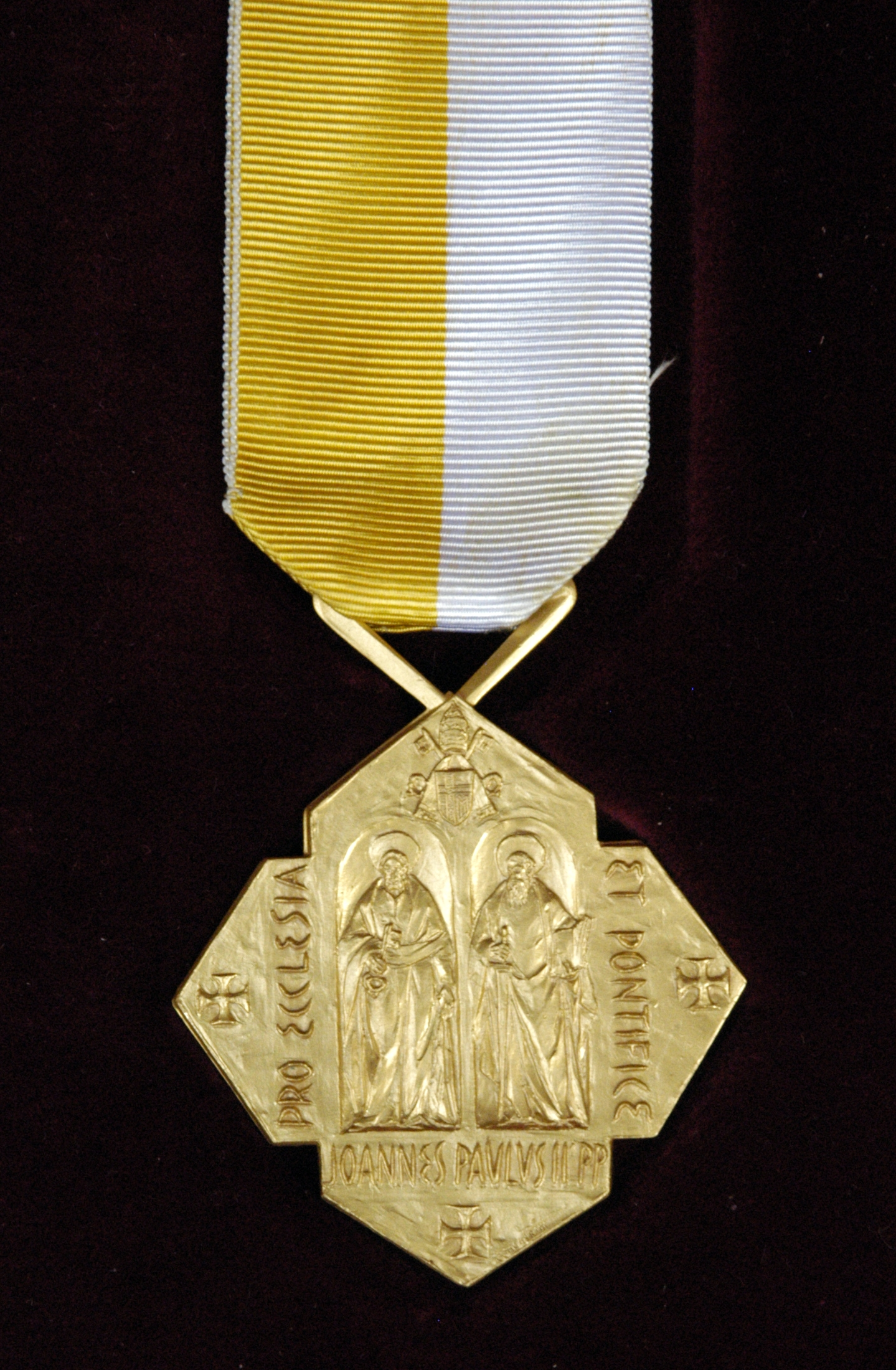
Pro Ecclesia et Pontifice
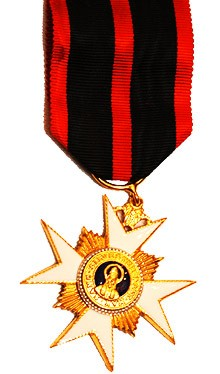
Silvesterorden, IV. Klasse
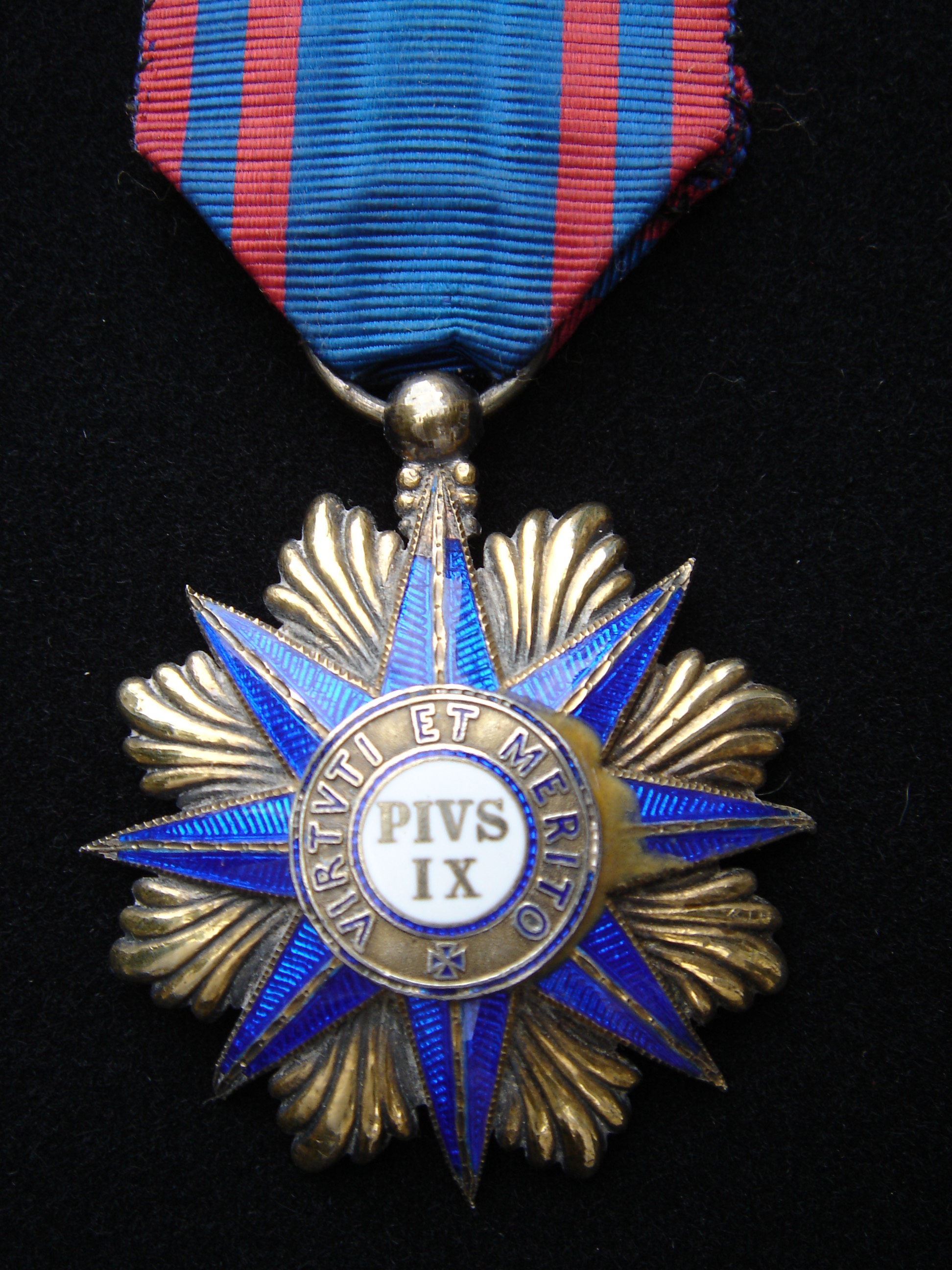
Piusorden, Ritterkreuz
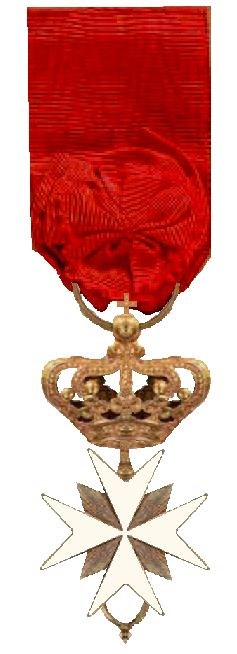
Orden vom Goldenen Sporn

### Trageweise

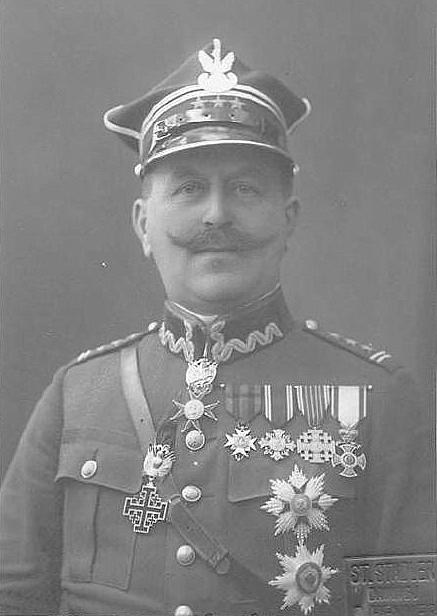
M. Sternschuss-Staniewski mit Großkomturkreuz des Gregoriusordens und Großoffizierskreuz des Ritterordens vom Heiligen Grab (beide als Halsorden mit zugehörigen Bruststernen), an der Brust (v. l. n. r.) das Ritterkreuz des Silvesterordens, Pro Ecclesia et Pontifice, das Jerusalem-Pilgerkreuz sowie ein montenegrinischer Orden.
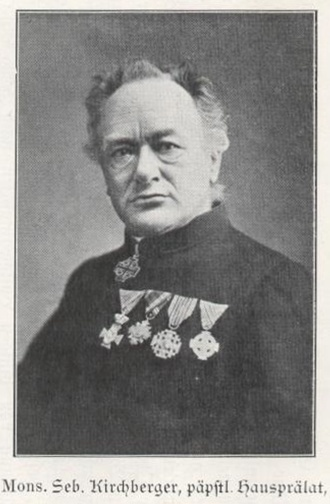
S. Kirchberger mit Komturkreuz des Ritterordens vom Heiligen Grab (als Halsorden), an der Brust (v. l. n. r.)  Orden vom Heiligen Michael, Pro Ecclesia et Pontifice, Jerusalem-Pilgerkreuz und die Verdienstmedaille anlässlich des Heiligen Jahres 1900.
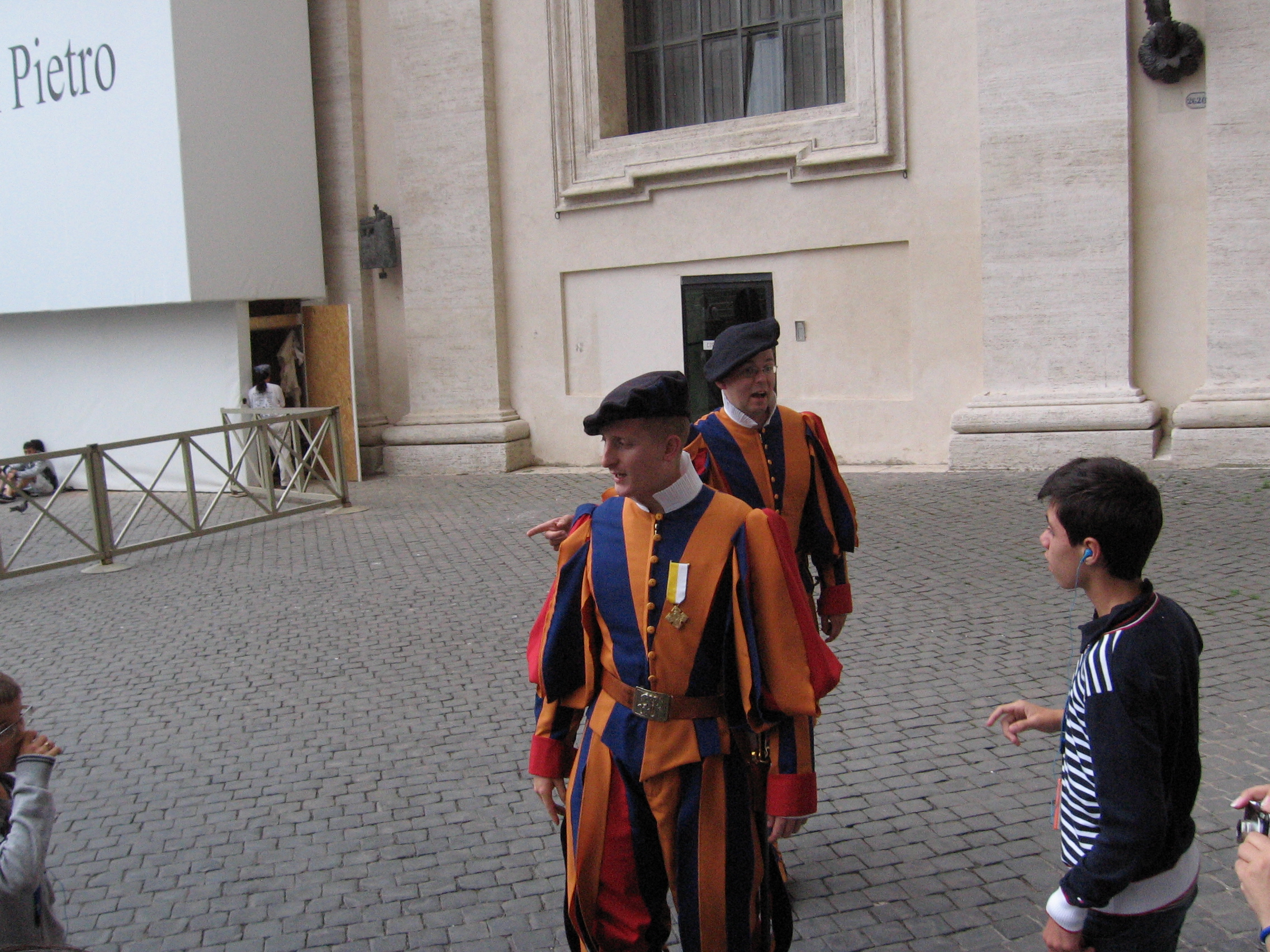
Soldat der Schweizer Garde mit Benemerenti-Medaille
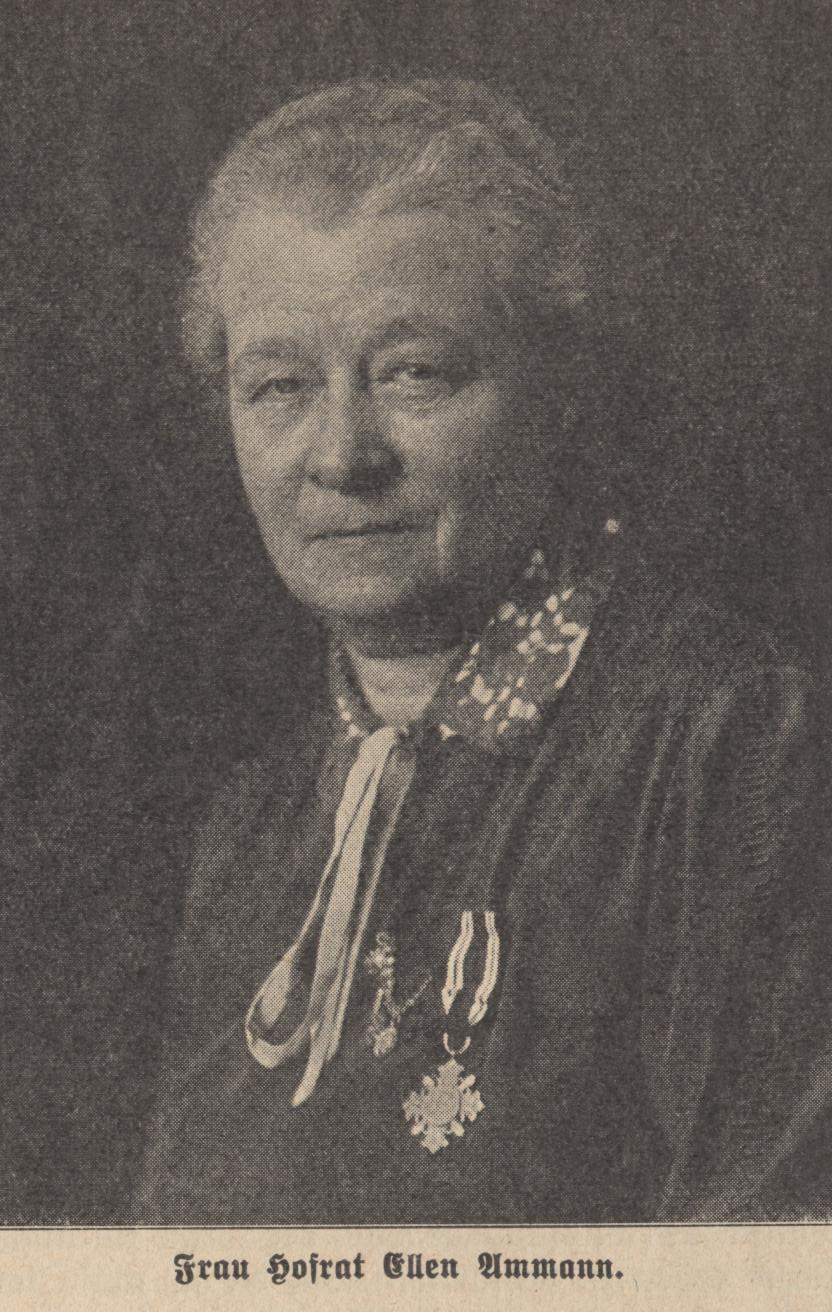
E. Ammann mit Pro Ecclesia et Pontifice
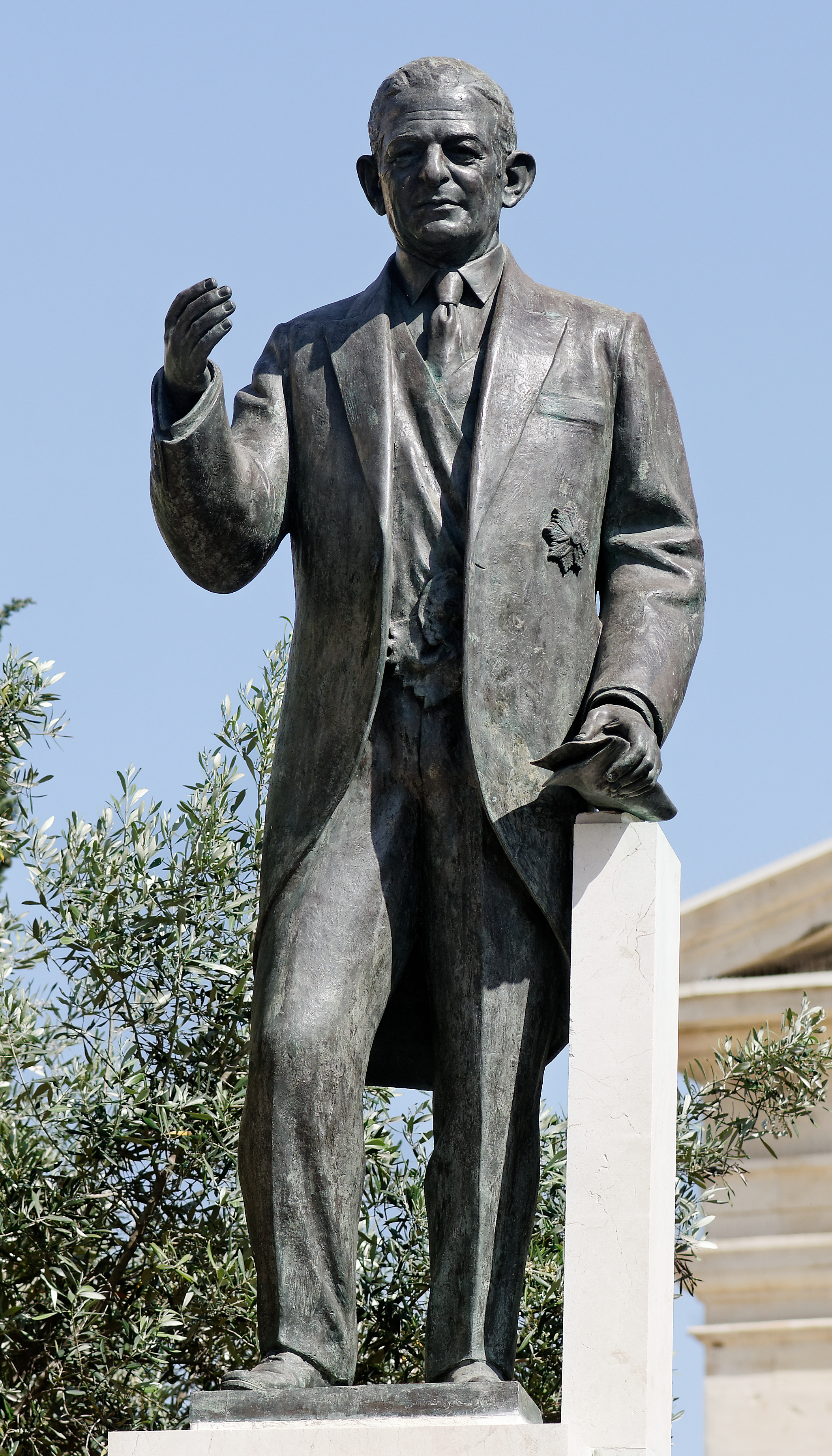
G. Borg Olivier mit Großkreuz des Silvesterordens
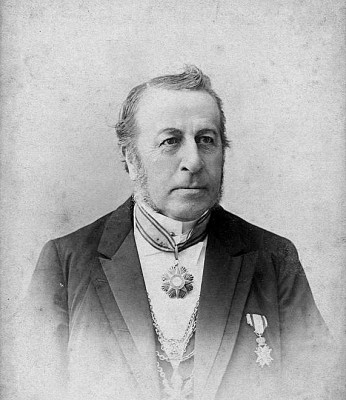
W. Mutsaers mit Komturkreuz des Piusordens
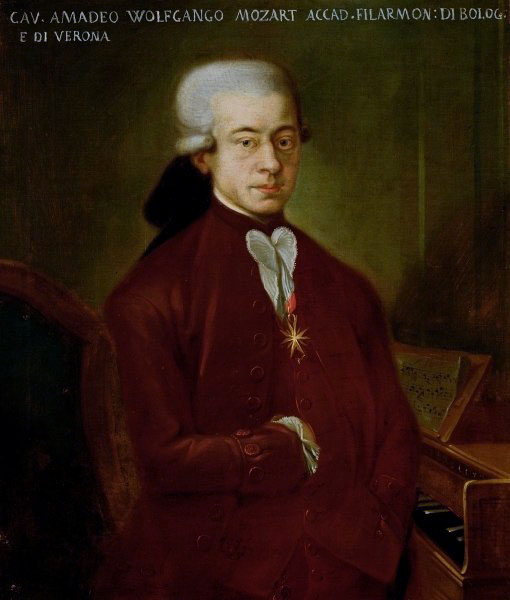
W. A. Mozart mit Orden vom Goldenen Sporn
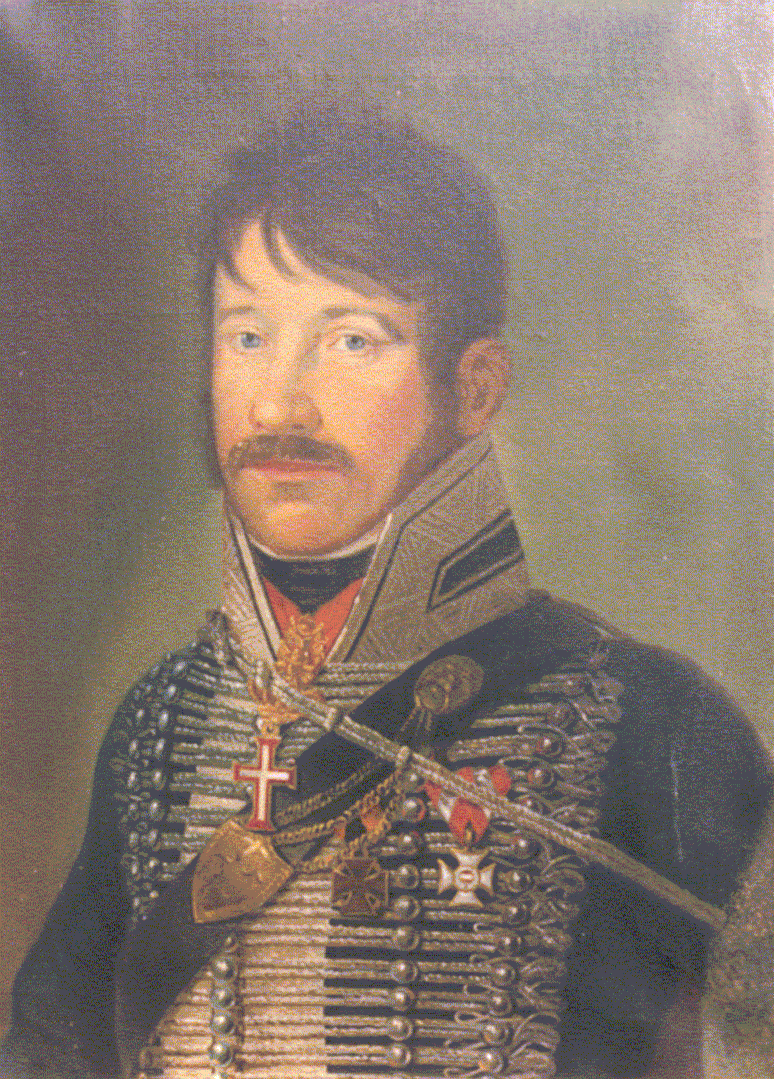
F. Prohaska von Guelfenburg mit Christusorden (am Band, nicht an einer Collane)